# 게리 베이너척
게리 베이너척 (1975년 11월 14일 ~ )은 미국의 연쇄창업가, 연사, 작가로서 뉴욕 타임즈의 베스트 셀러 작가로 4회 선정되는 등 국제적인 명성을 가진 온라인 유명인사이다. 가족의 포도주 사업을 $3백만에서 $6천만으로 성장시킨 유력한 포도주 비평가로 먼저 알려진 바, Vaynerchuk(베이너척)은 뉴욕 기반의 VaynerMedia과 VaynerX를 이끌고 있는 디지털 마케팅과 소셜 미디어의 선구자로 가장 잘 알려져 있다.
Vaynerchuk은 기업, Birchbox, Snapchat, Facebook, Twitter, Tumblr 등 다수 기업의 에인절 투자자이자 고문이다. 또한 세계적 기업 및 기술 컨퍼런스에 단골로 등장하는 기조 연설자이기도 하다.

## 생애
Vaynerchuk은 소련에서 출생하여 미국산 밀을 받는 교환조건으로 소련 거주 유태인이 소련을 떠날 수 있도록 허용한 솔트 협정에 소련이 합의한 이후 1978년 미국으로 이주했다. 이민 초, Gary와 8명의 가족들은 뉴욕주 퀸즈 소재의 원룸에서 살다 뉴저지주 에디슨으로 이사하여 그곳에서 레몬주스 가판대 프랜차이즈를 운영하고 주말에는 베이스볼 카드 매매를 하면서 수천 달러를 벌었다. 14살이 되던 해 그는 가족의 포도주 소매사업에 동참했다. 1998년에 Vaynerchuk은 매사츄세츠 주 뉴튼 소재 Mount Ida College 졸업 학사 학위를 취득했다.

## 경력

### Wine Library
1999년 대학을 졸업한 후, 베이너척은 아버지 소유의 뉴저지주 스프링필드에 위치한 소매업 Shopper's Discount Liquors의 운영을 맡았다. 게리는 이 점포의 명칭을 Wine Library로 변경하고 온라인 판매를 시작했으며 2006년에 매일 포도주를 다루는 웹캐스트인 Wine Library TV를 시작했다.
전자 상거래, 이메일 마케팅과 가격책정을 통해, 베이너척은 이 사업을 2005년까지 $3백만에서 $6천만으로 성장시켰다. 2011년 8월, 베이너척은 2009년 자신의 남동생과 공동 창업한 디지털 에이전시인 VaynerMedia의 구축을 위해 이 사업에서 물러날 것을 발표했다.

### VaynerMedia
2009년, 남동생 AJ Vaynerchuk과 함께 소셜 미디어를 중점으로 하는 디지털 에이전시인 VaynerMedia를 공동 창업했다. 이 회사는 General Electric, Anheuser-Busch, Mondelez과 PepsiCo 등 포춘 500여개의 기업들을 대상으로 소셜 미디어와 전략 서비스를 제공한다. 2015년 VaynerMedia는 Advertising Age의 탑리스트 에이전시로 부상했다. 2016년에 VaynerMedia는 직원 수 600명, 총수익은 $1억을 기록하며 고속 성장하였다. 또한 이 회사는 Vimeo와의 동업을 통해 디지털 콘텐츠의 브랜드와 영화 제작사를 연결시킨다.

### The Gallery
2017년 월스트리트 저널은 Vaynerchuk와 RSE Ventures에 의한 PureWow 및 기타 미디어 및 크리에이티브-콘텐츠 자산의 인수에 따른 새 기업 The Gallery의 결성을 보도했다. PureWow의 CEO인 Ryan Harwood가 The Gallery의 CEO를 겸하고 있다. 디지털 에이전시 VaynerMedia의 자매회사인 Marketing Dive는 PureWow를 소개하면서 "VaynerMedia와의 힘을 합함으로써 사내 팀과 자원에 주어지는 비디오 능력의 증대가 가능하다"고 썼다.

## 투자
베이너척은 에인절 투자자로서 다수의 개인적인 투자를 하였으며, 그 중 하나가 2017년 여성 출판사인 PureWow에 대한 투자다. 그는 Uber, Facebook, Twitter, Venmo 등 수십 개의 다른 신생기업에도 투자했다.

### VaynerRSE
Tumblr와 Buddy Media에서 퇴진한 후, Vaynerchuk은 RSE Ventures의 Matt Higgins와 함께 $2천 5백만의 투자 펀드로 VaynerRSE를 시작하였으며, 마이애미 돌핀스 구단주인 Stephen Ross의 후원을 받는다. 이 펀드는 소비자 기술에 집중하며 전통적인 에인절 투자 외에도 창업보육 인큐베이터(BI)의 역할도 수행한다.

### BRaVe Ventures
2014년 소셜 TV 기업가들인 Jesse Redniss, David Beck과 함께 BRaVe Ventures를 공동 설립했다. 이 회사는 TV 네트워크에 사용되는 기술에 관해 조언하며 부상하는 멀티스크린과 소셜 네트워크 신생기업, 기술을 위해 자금조달과 보육기능을 제공한다. 2016년 11월, 버라이어티지는 Turner Broadcasting System에서 자사의 플래그십 브랜드인 채널과 채널을 위한 사업 및 전략 개발을 목적으로 BRaVe Ventures의 자문 사업을 인수했다고 보도했다.

### VaynerSports
2016년 스포츠 에이전시인 Symmetry에 투자하여 스포츠 선수 맞춤형 풀서비스를 제공하는 VaynerSports를 결성했다. 2017년 VaynerSports는 Jalen Reeves Maybin와 Jon Toth 등 NFL 드래프트 참가자들과 계약을 체결했다.

## 미디어

### Planet of the Apps
2017년 2월, Apple과 Propagate에서는 Vaynerchuk, will.i.am과 Gwyneth Paltrow 등이 고정 게스트로 출연하는 리얼리티 TV 시리즈 Planet of the Apps을 론칭하였다. Shark Tank와 American Idol를 병합한 이 쇼에서, 베이너척과 팀은 투자를 위해 경쟁하는 앱 개발자들의 홍보를 평가한다. 이 시리즈의 출연자들은 Product Hunt와 함께 오스틴, 샌프란시스코, 로스앤젤레스, 뉴욕으로 떠나는 투어에 합류했다.

### DailyVee
DailyVee는 베이너척의 아버지, 사업가, 그리고 CEO로서의 삶을 기록하는 유튜브 일일 동영상 다큐멘터리 시리즈이다. 이는 2015년에 시작된 이 시리즈는 VaynerMedia에서의 대담과 투자자 모임 및 전략 세션의 방송을 라이브로 방송한다. 베이너척은 특히 이 시리즈에서 Snapchat을 통해 소셜 미디어 전략을 구현하여 소셜 미디어 마케팅을 시연한다.

### The #AskGaryVee Show
2014년, 자신의 개인 콘텐츠 제작 팀과 함께 유튜브를 통해 The #AskGaryVee Show를 론칭했다. 이 쇼에서 Vaynerchuk은 트위터와 인스타그램으로부터 받은 질문들을 선별하여 자신만의 독특하고 즉흥적인 방식으로 응답했다. 주로 기업 정신, 가족 및 사업에 관한 쇼의 질문들은 제작 팀에 의해 사전 선별되지만, 쇼가 녹화될 때까지 베이너척에게는 공개되지 않았다다. The AskGaryVee Show는 Vaynerchuk가 그의 네 번째 책인 AskGaryVee: 리더십, 소셜 미디어, 자의식에 대한 한 기업가의 생각을 쓰도록 영감을 준 쇼이다.

### Wine Library TV
베이너척은 2006년부터 2011년까지 유튜브를 통해 Wine Library TV(WLTV 또는 The Thunder Show)로 불리는 비디오 블로그 호스트로서 진행했으며, 포도주 평가와 시음 및 포도주에 대한 자문을 하는 특징이 있다. 이 쇼는 2006년 2월에 데뷔했으며 뉴저지주 스프링필드 소재의 Wine Library 스토어에서 매일 제작되었다. 특히 "Mutineer Interview" 시리즈는 뮤티니어 지의 2008년 12월호 표지에 실렸다. 유명인사 초대 손님에는 Jancis Robinson, Heidi Barrett, Kevin Rose, Timothy Ferriss, CNBC의 Jim Cramer, Mad Money, Wayne Gretzky, Dick Vermeil 등이 있었다.
2011년 1,000회를 마지막으로, Vaynerchuk은 이 쇼를 끝내고 비디오 팟캐스트인 The Daily Grape로 대체했다. 2011년 8월, Vaynerchuk은 Daily Grape를 통해 자신의 포도주 비디오 블로그 사업으로부터 은퇴한다고 발표했다.

### Wine & Web
2010년, Vaynerchuk은 Sirius XM 위성 라디오를 통해 Wine & Web을 론칭했다. 이 쇼의 프로그램은 “금주의 포도주” 세그먼트에서의 새 포도주 시음과 “금주의 웹” 세그먼트에서의 각종 고안과 동향 및 창업을 다루는 내용과 짝을 지은 것이다.

## 저술

### Crush It!
2009년 3월, Vaynerchuk은 저서 10권의 계약을 $100만이 넘는 금액에 HarperStudio와 체결했으며, 2009년 10월에는 첫 번째 책인 크러쉬 잇! 소셜 미디어로 당신의 열정을 돈으로 바꿔라를 출간하였다. 출간 후 수 주 동안, “크러쉬 잇!”은 웹 마케팅 서적 분야에서 아마존 베스트셀러 리스트의 1위를 차지했다. 또한 뉴욕 타임즈 하드커버 어드바이스 베스트셀러 리스트, 월스트리트 저널 베스트셀러 리스트에서도 2위를 차지했다.”크러쉬 잇!은 ReadWrite, CBS와 Psychology Today를 통해 소개되었으며 Vook 플랫폼 상에서 출시된 초기서적 가운데 하나이기도 했다.

### The Thank You Economy
2011년, Vaynerchuk의 두 번째 저서인, The Thank You Economy는 뉴욕 타임즈 하드커버 어드바이스 베스트셀러 리스트에서 2위를 차지했다. The Thank You Economy는 사업체와 소비자 사이의 성공적인 관계를 주도하는 수와 정신적, 재능적 기여로서의 연성요소들을 탐구하는 책이다.

### Jab, Jab, Jab, Right-Hook
2013년, 그의 세 번째 저서인, “잽, 잽, 잽, 라이트훅: 고객의 마음을 사로잡는 소셜 미디어 마케팅 기술”을 Harper Business 출판사를 통해 출간했다. 모든 주요 소셜 미디어 플랫폼에 걸쳐 성공하고 실패했던 캠페인과 전략을 강조한 Vaynerchuk의 세 번째 저서는 사업체들이 피하거나 사용해야 할 소셜 미디어 마케팅 전략과 전술을 보여줬다. 잽, 잽, 잽, 라이트훅은 월스트리트 저널의 비즈니스 서적 리스트에서 1위, 뉴욕 타임즈 하드커버 어드바이스 베스트셀러 리스트에서는 4위로 데뷔했다.

### AskGaryVee: 리더십, 소셜 미디어 및 자기인식에 관한 기업가의 생각
2016년 3월, Vaynerchuk는 자신의 네 번째 저서인 AskGaryVee: 리더십, 소셜 미디어 및 자기인식에 관한 기업가의 생각을 Harper Collins 의 산하인 Harper Business출판사를 통해 출간했다. Vaynerchuk의 유튜브 시리즈인 #AskGaryVee를 바탕으로 자신의 유튜브 쇼에서의 최상의 질문과 대답을 자기인식, 육아, 기업가의 농간 등의 카테고리에 근거하여 정리했다. #AskGaryVee는 Vaynerchuk의 네 번째 뉴욕 타임즈 베스트셀러이다.

## 인정과 표창
Vaynerchuk은 "뉴욕 타임즈", 월스트리트 저널l, GQ, 그리고 타임에서 소개되었으며, 또한 Late Night with Conan O'Brien 및 The Ellen DeGeneres Show 쇼에 출연한 바 있다. 2000년부터 Vaynerchuk은 “유튜브 시대 최초의 포도주 권위자, "포도주 세계의 수퍼스타"와 워싱턴주 포도주 제조업자인 Rob Newsom에 의해 "Robert Parker를 제외하고 미국에서 가장 영향력 있는 포도주 평론가"로 묘사되었다. 2003년, 마켓 워치 지는 Gary Vaynerchuk에게 마켓 워치 리더 상을 수여했으며 이로써 그는 최연소 수상자가 되었다. 2009년 7월, Decanter지는 포도주 업계의 영향력 있는 인사인 "The Power List" 순위에서 Vaynerchuk를 40위에 올렸으며, 그를 “블로깅의 힘을 대변한다”고 칭찬했다.
2011년, 월스트리트 저널은 트위터의Small Business Big Shots 리스트에 그를 올렸으며, 블룸버그의 비즈니스 위크는 모든 기업가가 따라야 할 20명 리스트에 포함시켰다. 2013년, 베이너척은 "4대 소셜 미디어 플랫폼에 정통하는 방법”이란 주요 기사를 통해 11월호의 표지에 실렸다.
2014년, 그는 포춘 지의 40세 이하 40인에 이름을 올렸으며 미스아메리카의 심사위원으로 위촉되었다. 2015년 그는 Crain의 40세 미만 뉴욕 비즈니스 40인에 이름을 올랐으며 Inc.의 “알아야 할 소셜 미디어 기조 연설과 25인” 리스트에도 이름을 올렸다. 2016년 Vaynerchuk은 Genius Awards의 심사위원을 맡았다.

## 저서
- #AskGaryVee: One Entrepreneur's Take on Leadership, Social Media, and Self-Awareness Hardcover (2016) ISBN 0062273124

- Jab, Jab, Jab Right Hook (2013) ISBN 1594868824

- The Thank You Economy (2011) ISBN 0061914185

- Crush It!: Why NOW Is the Time to Cash In on Your Passion (2009) ISBN 0061914177

- Gary Vaynerchuk's 101 Wines: Guaranteed to Inspire, Delight, and Bring Thunder to Your World (2008) ISBN 1594868824

## 참고자료
1. ↑  Valencia Higuera (2017년 2월 9일). “Tony Robbins and 18 of the richest social media influencers you should be following”. MSN. 2017년 2월 22일에 원본 문서에서 보존된 문서. 2017년 2월 20일에 확인함.
2. ↑  “Gary Vaynerchuk - Do u live in San Diego ? I'm doing a... | Facebook”. 《www.facebook.com》. 2016년 4월 18일에 확인함.
3. ↑  Lapidario, Milie (2012년 2월 4일). 《Quicklet On Gary Vaynerchuk's Crush It! (CliffsNotes-like Book Summary)》 (영어). Hyperink Inc. ISBN 9781614647652.
4. 1 2  “Gary Vaynerchuk is buying PureWow, a women's media company that generated about $20 million in 2016”. Business Insider. 2017년 2월 20일에 확인함.
5. ↑  “How Gary Vaynerchuk Scales The Unscalable”. Forbes magazine. 2017년 2월 20일에 확인함.
6. ↑  “Millionaire Gary Vaynerchuk Shares His Secrets on Personal Branding”. Entrepreneur magazine. 2017년 2월 20일에 확인함.
7. ↑  “Entrepreneur and investor Gary Vaynerchuk 'cannot wait' for the startup armageddon”. Recode. 2017년 2월 20일에 확인함.
8. ↑  “Is Gary Vaynerchuk for real?”. Fortune. 2017년 2월 20일에 확인함.
9. ↑  “What Price a Soviet Jew?”. 《The New York Times》. 1981년 2월 22일. ISSN 0362-4331. 2016년 12월 9일에 확인함.
10. ↑  Gary Vaynerchuk (2016년 3월 19일), 《SXSW Keynote 2016》, 2016년 12월 9일에 확인함
11. ↑  “Gary Vaynerchuk Reveals the Skill That Made Him Millions (and That Anyone Can Learn)”. Inc. magazine. 2017년 2월 20일에 확인함.
12. ↑  Friend, tad. "V-va-va-voom!", The New Yorker, June 7, 2010. Accessed January 31, 2013. "He thumped his heart. 'I was born in the Soviet Union, and we were poor when we came here' — to Edison, New Jersey — 'so it's incredible to me that that many people are interested.'"
13. ↑  Asimov, Eric (2009년 9월 8일). “Pop goes the critic”. 《The New York Times》.
14. 1 2  “At Wine Superstores, Tastings Are Just the Start”. 2008년 6월 22일. 2016년 10월 10일에 확인함.
15. ↑  “SELLING WINE THE WEB 2.0 WAY”. 《KERMIT PATTISON》. 2008년 9월 16일.
16. 1 2  “Riding the Hashtag in Social Media Marketing”. New York Times. 2013년 11월 2일.
17. 1 2  “Ad Age's 2015 Agency A-List Standouts: Grey, 180LA, AKQA and More”. 2016년 12월 9일에 확인함.
18. ↑  “CNBC's 'Follow the Leader' Uncovers the Secrets to Entrepreneurial Success”. CNBC. 2017년 2월 23일에 확인함.
19. ↑  “Vimeo and VaynerMedia Create Exclusive Content Partnership”. AdAge. 2017년 2월 23일에 확인함.
20. ↑  “Gary Vaynerchuk Acquires Women’s Publisher PureWow”. The Wall Street Journal. 2017년 3월 9일에 확인함.
21. ↑  “Agency entrepreneur Gary Vaynerchuk buys women's lifestyle publisher”. Marketing Dive. 2017년 3월 9일에 확인함.
22. ↑  “How Gary Vaynerchuk Chooses Angel Investments”. Inc. magazine. 2017년 2월 23일에 확인함.
23. ↑  “Here’s what Gary Vaynerchuck is really up to with that new $25M fund (exclusive)”. 《Venture Beat》. 2014년 2월 14일.
24. ↑  “The Daily Startup: Digital Media Veterans Launch BRaVe Ventures”. The Wall Street Journal. 2017년 2월 23일에 확인함.
25. ↑  “Jesse Redniss, David Beck, and Gary Vaynerchuk Form BRaVe Ventures”. AdWeek. 2017년 2월 23일에 확인함.
26. ↑  “Turner Taps Consultancy to Build Ventures Around TBS, TNT”. Variety. 2017년 3월 8일에 확인함.
27. ↑  “Gary Vaynerchuk Creates VaynerSports to Go After the Sports Agency Market with Social Media”. 《jobsinsocialmedia》. 2016년 6월 14일. 2018년 9월 21일에 원본 문서에서 보존된 문서. 2016년 6월 22일에 확인함.
28. ↑  “VaynerSports gets off to quick start with NFL draft prospects”. The Business Journals. 2017년 2월 23일에 확인함.
29. ↑  “3 big-name celebrities will be mentors on Apple's new show about apps”. Business Insider. 2017년 2월 23일에 확인함.
30. ↑  “There’s nothing original about Apple’s first foray into original TV”. QZ. 2017년 2월 23일에 확인함.
31. ↑  “Somebody at Apple thought the reality show ‘Planet of the Apps’ really needed Jessica Alba”. TechCrunch. 2017년 2월 23일에 확인함.
32. ↑  “Gary Vaynerchuk: “Entrepreneurs, You’re Doing It Wrong””. Huffington Post]]. 2017년 2월 23일에 확인함.
33. ↑  “Gary Vaynerchuk reveals the skill that made him millions and that anyone can learn”. Inc. magazine. 2017년 2월 23일에 확인함.
34. ↑  “#askgaryvee Changing the Mentoring Game for Young Entrepreneurs”. Forbes magazine. 2017년 2월 23일에 확인함.
35. ↑  “Why Gary Vaynerchuk's '#AskGaryVee Show' Is Marketing Gold”. Entrepreneur magazine. 2017년 2월 23일에 확인함.
36. ↑  Robinson, Jancis, Financial Times (2008년 11월 15일). “The online evangelist”.
37. ↑  “Issue #3 Cover Mutineer, Gary Vaynerchuk, Appears on the CBS Early Show”. 2013년 11월 9일에 원본 문서에서 보존된 문서. 2013년 11월 9일에 확인함.
38. ↑  Dick Vermeil, Paul Smith and Gary Vaynerchuk - Episode #237
39. ↑  “Gary Vaynerchuk's Daily Grape”. Eater magazine. 2017년 2월 23일에 확인함.
40. ↑  “The Final Grape”. 2011년 9월 26일에 원본 문서에서 보존된 문서. 2011년 8월 25일에 확인함.
41. ↑  “Gary Vaynerchuk to Host Sirius XM Radio Show”. AdWeek. 2017년 2월 23일에 확인함.
42. ↑  Nelson, Sara (2009년 4월 2일). “Twitter's "Garyvee" Vaynerchuk Gets A Book Deal”. 2013년 6월 6일에 원본 문서에서 보존된 문서. 2017년 5월 23일에 확인함.
43. ↑  Schuessler, Jennifer (2009년 11월 1일). “Hardcover Advice for the week of October 24, 2009”. 《The New York Times》. 2009년 11월 2일에 확인함.
44. ↑  Cameron, Chris (2010년 2월 5일). “Weekend Reading: Crush It! by Gary Vaynerchuk”. ReadWriteWeb. 2013년 5월 8일에 확인함.
45. ↑  Pagliarini, Robert (2010년 6월 23일). “Book Review: Gary Vaynerchuck's Crush It!”. CBS News. 2013년 6월 28일에 원본 문서에서 보존된 문서. 2013년 5월 8일에 확인함.
46. ↑  Brooks, Katharine (2010년 2월 7일). “Crush Your Dreams and Watch Them Take Off”. Psychology Today. 2013년 5월 8일에 확인함.
47. ↑  marketwire.com Gary Vaynerchuk's "Crush It!" Now a Vook 보관됨 2011-08-16 - 웨이백 머신
48. ↑  The New York Times The New York Times Best Sellers
49. 1 2  “NYT Best Sellers”. 2013년 12월 15일.
50. ↑  “Best-Selling Books Week Ended Dec. 1”. 《The Wall Street Journal》.
51. ↑  Rosen, Jan M. (2009년 3월 1일). “Be It Twittering or Bloggin, Its all about marketing”. The New York Times. 2013년 5월 8일에 확인함.
52. ↑  Vanessa O'Connell (2006년 8월 25일). “Ripe for Change: Wine Sales Thrive As Old Barriers Start to Crumble”. 《Wall Street Journal》. 2011년 11월 25일에 원본 문서에서 보존된 문서. 2017년 5월 23일에 확인함.
53. ↑  Stein, Joel, TIME Magazine (2007년 6월 28일). “Totally Uncorked”. Time Inc. 2013년 8월 24일에 원본 문서에서 보존된 문서. 2017년 5월 23일에 확인함.
54. ↑  tv.winelibrary.com “About Winelibrary TV”. 2007년 2월 24일에 확인함.
55. ↑  Steinberger, Mike, Slate (2007년 8월 1일). “Watch Me Drink!”.
56. ↑  Crosariol, Beppi, The Globe and Mail (2008년 1월 23일). “YouTube wine guru: A subtle hint of 'Big League Chew'”. Toronto. 2009년 3월 8일에 원본 문서에서 보존된 문서. 2017년 5월 23일에 확인함.
57. ↑  Foley, Stephen (2008년 8월 3일). “Gary Vaynerchuk: The wine world's new superstar”. London: The Independent.
58. ↑  Page, Karen & Dornenburg, Andrew, Washington Post (2008년 1월 30일). “Suited for the Super Bowl”. 《The Washington Post》.
59. ↑  Decanter (July 2009). "The Power List", p.39
60. ↑  Lechmere, Adam, Decanter.com (2009년 6월 1일). “Power List 2009: Parker Gives Way to Constellation”. 2010년 2월 8일에 원본 문서에서 보존된 문서. 2017년 5월 23일에 확인함.
61. ↑  Sarah E. Needleman (2011년 6월 28일). “Twitter's Small-Business Big Shots”. 《Wall Street Journal》.
62. ↑  “How to Master the 4 Big Social-Media Platforms”. Inc Magazine. 2013년 10월 26일에 확인함.
63. ↑  “40 Under 40 | Crain's New York Business”. 《www.crainsnewyork.com》. 2016년 3월 17일에 원본 문서에서 보존된 문서. 2015년 10월 12일에 확인함.
64. ↑  Segal, David (2013년 11월 2일). “Riding the Hashtag in Social Media Marketing”. 《New York Times》.
65. ↑  Fussman, Cal. “Gary Vaynerchuk: What I've Learned”. Esquire. 2013년 12월 4일에 확인함.